# Legamento ileo lombare
Il legamento ileo-lombare è un fascio di connettivo fibroso che contribuisce alla stabilità dell'articolazione lombosacrale. Le sue fibre si portano dal margine inferiore del processo costiforme delle ultime due vertebre lombari (4° e 5°) alla parte più mediana della fossa iliaca e alla cresta iliaca dove si intrecciano, confondendosi con le fibre del legamento sacroiliaco anteriore.